# Enrica Calabresi
Enrica Calabresi (Ferrara, 10 novembre 1891 – Firenze, 20 gennaio 1944) è stata una zoologa italiana, docente di Entomologia agraria, di origine ebraica e vittima dell'Olocausto.

## Biografia
Nata a Ferrara da Vito Calabresi e Ida Fano, era l'ultima di quattro fratelli (Giuseppe, Bice, Letizia). La sua famiglia apparteneva alla colta e benestante borghesia ebraica ferrarese, aveva stretti rapporti con i Bassani e una forte tradizione di studi scientifici. Nella sua infanzia e adolescenza Enrica coltivò sia l'amore per le lettere che per l'arte e le lingueː conosceva il francese, l'inglese e il tedesco.
Nel 1909, dopo aver terminato il liceo, si iscrisse alla Facoltà di matematica della Libera Università di Ferrara, dove frequentò anche i corsi di zoologia e di botanica che si tenevano alla Facoltà di medicina. L'anno successivo scelse di dedicarsi allo studio delle scienze naturali e si trasferì all'Università di Firenze; nel febbraio 1914, ancora prima di laurearsi, divenne assistente di Angelo Senna presso il Gabinetto di zoologia e anatomia comparata dei vertebrati, che la avrebbe indirizzata allo studio dei Coleotteri Brentidae.
Si laureò all'Università di Firenze in Scienze naturali il 1º luglio 1914, con il massimo dei voti, con una tesi "Sul comportamento del condrioma nel pancreas e nelle ghiandole salivari del riccio durante il letargo invernale e l'attività estiva", e pochi mesi dopo iniziò a pubblicare i suoi primi saggi sull’organo ufficiale dell’Unione zoologica italiana.
Due anni dopo dovette affrontare un grave luttoː il fidanzato Giovanni Battista De Gasperi (1892-1916), un giovane e brillante geologo conosciuto quando, da studente, frequentava il suo stesso corso di laurea, morì sull’altopiano di Asiago, durante la prima guerra mondiale, come ufficiale degli alpini. Enrica, partita per il fronte come infermiera volontaria, vi rimase fino alla fine del conflitto. Non si sarebbe più legata ad altri, scegliendo di dedicarsi esclusivamente all'insegnamento e alla ricerca e di prendersi cura, nel tempo libero dall’insegnamento, del nipote Francesco, figlio del fratello e orfano di madre.
Dal 1918 al 1921 fu segretaria della Società Entomologica Italiana. Nel 1924 le venne conferito il diploma di abilitazione alla docenza in zoologia e nel 1926 ricevette l'incarico di assistente all'Università di Firenze. Nel 1932 lasciò l'incarico formalmente per motivi di salute, ma in realtà sarebbe stata indotta a questa rinuncia perché il posto venisse assegnato al conte Lodovico Di Caporiacco, entomologo di sicura fede fascista.
Per un periodo Enrica trovò impiego al Regio Istituto tecnico Galilei di Firenze, poi al Liceo Classico Galileo. Negli anni accademici 1936-37 e 1937-38 ottenne la cattedra di entomologia agraria presso la Facoltà di agraria della R. Università degli studi di Pisa.
Il 14 dicembre 1938, in seguito alle Leggi razziali fasciste, fu dichiarata decaduta dall'abilitazione alla libera docenza di Zoologia perché "appartenente alla razza ebraica". Dal 1939 al 1943 insegnò scienze nella Scuola ebraica di Firenze. Margherita Hack fu sua allieva al liceo classico "Galileo" e testimone della sua cacciata dopo l'introduzione delle leggi razziali. Un giorno avrebbe dichiarato: «L'ho vista cacciata dalla scuola da un giorno all'altro a causa delle leggi razziali. Questo mi ha aperto gli occhi su cosa può fare una dittatura e ha segnato in me una frattura: è allora che sono diventata antifascista».
Dopo l'8 settembre, mentre la famiglia Calabresi riuscì a fuggire in Svizzera, Enrica decise di rimanere in città, dove aveva la sua vita e il suo lavoro. Nel gennaio del 1944 venne arrestata da italiani nella sua abitazione fiorentina e portata a Santa Verdiana, un ex-convento trasformato in carcere. Sapeva che da lì sarebbe stata deportata al lager di sterminio di Auschwitz. Si sottrasse a questo tremendo destino ingoiando il contenuto di una fialetta di fosfuro di zinco che da tempo portava con sé, dopo aver scritto su un ritaglio di carta le sue volontà consegnate alle suore di Santa Verdianaː
Morì durante la notte fra il 19 e il 20 gennaio dopo due giorni di agonia.
È sepolta nel cimitero israelitico di Rifredi; la sua lapide riporta il suo nome, la data di nascita e di morte, e la scritta “shalom”.

## Riconoscimenti
- Nel 1999 le è stato dedicato lo zoonimo Calabresia (genere di Coleoptera Brentidae).[3]
- Nel 2006 Paolo Ciampi ha pubblicato un libro intitolato Un nome ispirato alla sua storia. Nel 2009 dal libro è stato tratto uno spettacolo teatrale intitolato Un nome nel vento.[10]
- Nel 2011 il Comune di Pisa, su richiesta dell'Università, ha intitolato a Enrica Calabresi la via in cui si trova il nuovo Archivio di ateneo sito in località Montacchiello. Lo stesso anno anche il Comune di Ferrara ha intitolato una strada alla studiosa.
- Nel novembre 2019, il Comune di Roma ha tolto l'intitolazione a due firmatari del Manifesto della razza, Arturo Donaggio e Edoardo Zavattari, assegnando le tre targhe ad Enrica Calabresi, al medico Mario Carrara e alla fisica pisana Nella Mortara.[4]
- Nel 2019 Ornella Grassi ha sceneggiato e diretto il film Una donna. Poco più di un nome, a lei dedicato.[11]
- Nel 2020 le è stato intitolato il reparto di entomologia del Museo la Specola di Firenze.[12]

## Ricerche
- In campo entomologico si interessò degli Hoplopistiini, della sottofamiglia degli Arrhenodini e del genere Stratiorrhina.
- In campo erpetologico si dedicò soprattutto allo studio degli Anfibi e dei Rettili africani e della Vipera aspis italiana; studiò gli stadi larvali dei Ceriantari, Celenterati del Mar Rosso.
- Pubblicò nell'Enciclopedia Italiana Treccani le voci sull’anaconda, sul boa, sul cobra, sull’aspide e su altri serpenti e numerosi contributi sul Monitore zoologico italiano, sul Bollettino della Società entomologica italiana e in altre prestigiose riviste.[2]